# Matsura Akira
Matsura Akira est un nom japonais traditionnel ; le nom de famille (ou le nom d'école), Matsura, précède donc le prénom (ou le nom d'artiste).
Matsura Akira (松浦 詮, 11 novembre 1840-13 avril 1908) est le 12e et dernier daimyō du domaine de Hirado dans la province de Hizen, Kyūshū au Japon. Il est également le 37e chef héréditaire du clan Matsuura et un maître de thé réputé. Son titre de courtoisie (kokushi) est Hizen-no-Kami.

## Biographie
Akira est le 3e fils de Hiromu Matsura, 10e daimyō de Hirado. Son frère aîné, Matsura Terasu, devient le 11e daimyō de Hirado en 1841, mais, en 1849, bien que marié et avec trois concubines officielles, il est encore sans enfant. Par conséquent, Akira est officiellement adopté comme son fils et héritier en novembre 1849. Terasu décède subitement le 5 août 1858 et Akira devient le 12e daimyō de Hirado.
Akira est un dirigeant actif et tente de poursuivre les efforts amorcés par son frère pour renforcer le domaine face à l'incertaine période du bakumatsu en poursuivant les réformes agraires, en soutenant des méthodes agricoles améliorées et la formation militaire. En 1859, il reçoit la visite de Katsu Kaishū et du médecin néerlandais J. L. C. Pompe van Meerdervoort. En 1860, il construit des défenses côtières car le nombre de navires étrangers aperçus à proximité des rives de Hirado va croissant.
Au point de vue politique, il appuie la politique modérée Kōbu gattai de tentative de réconcilier le bakufu Tokugawa avec la cour impériale. Durant la guerre de Boshin de la restauration de Meiji, il commande ses troupes dans le cadre de l'alliance Satchō en soutien de l'empereur Meiji. Il prend part à la bataille de Toba-Fushimi et contre les restes de l'armée du Ōuetsu Reppan Dōmei dans le nord du Japon, à Morioka et Akita.
En juin 1868, les revenus du domaine de Hirado sont relevés à 61 700 koku pour récompense de sa loyauté envers le nouveau gouvernement. Cependant, avec l'abolition du système han plus tard cette année, il rend le titre de daimyō au gouvernement central et est nommé gouverneur de domaine jusqu'à l’absorption du domaine de Hirado dans la préfecture de Nagasaki nouvellement créée, en juillet 1871. Après avoir été élevé au 4e rang de cour, il s'installe à Tokyo et entre au service de l'Agence impériale. En avril 1884, il est fait comte dans le cadre du système nobiliaire (kazoku) créé par le gouvernement de Meiji. À partir de 1890, il siège à la Chambre des pairs de la Diète du Japon. Il reçoit plus tard le 2e rang de cour.
En plus de son activité politique, Matsura Akira est aussi l'héritier de l'école Chinshin-ryu (鎮信流) de la cérémonie du thé japonaise commencée par Matsuura Shigenobu, 4e daimyō de Hirado. Son ancienne maison à Hirado existe toujours et est conservée comme « musée historique Matsuura ». Le bâtiment est classé bien culturel important. La collection comprend des objets ménagers, des peintures, des calligraphies et des documents relatifs au début du commerce extérieur de la région. Tous les articles de la collection étaient autrefois la propriété du clan Matsuura de Hirado.

## Source de la traduction
- (en) Cet article est partiellement ou en totalité issu de l’article de Wikipédia en anglais intitulé « Matsuura Akira » (voir la liste des auteurs).